# Guitarra

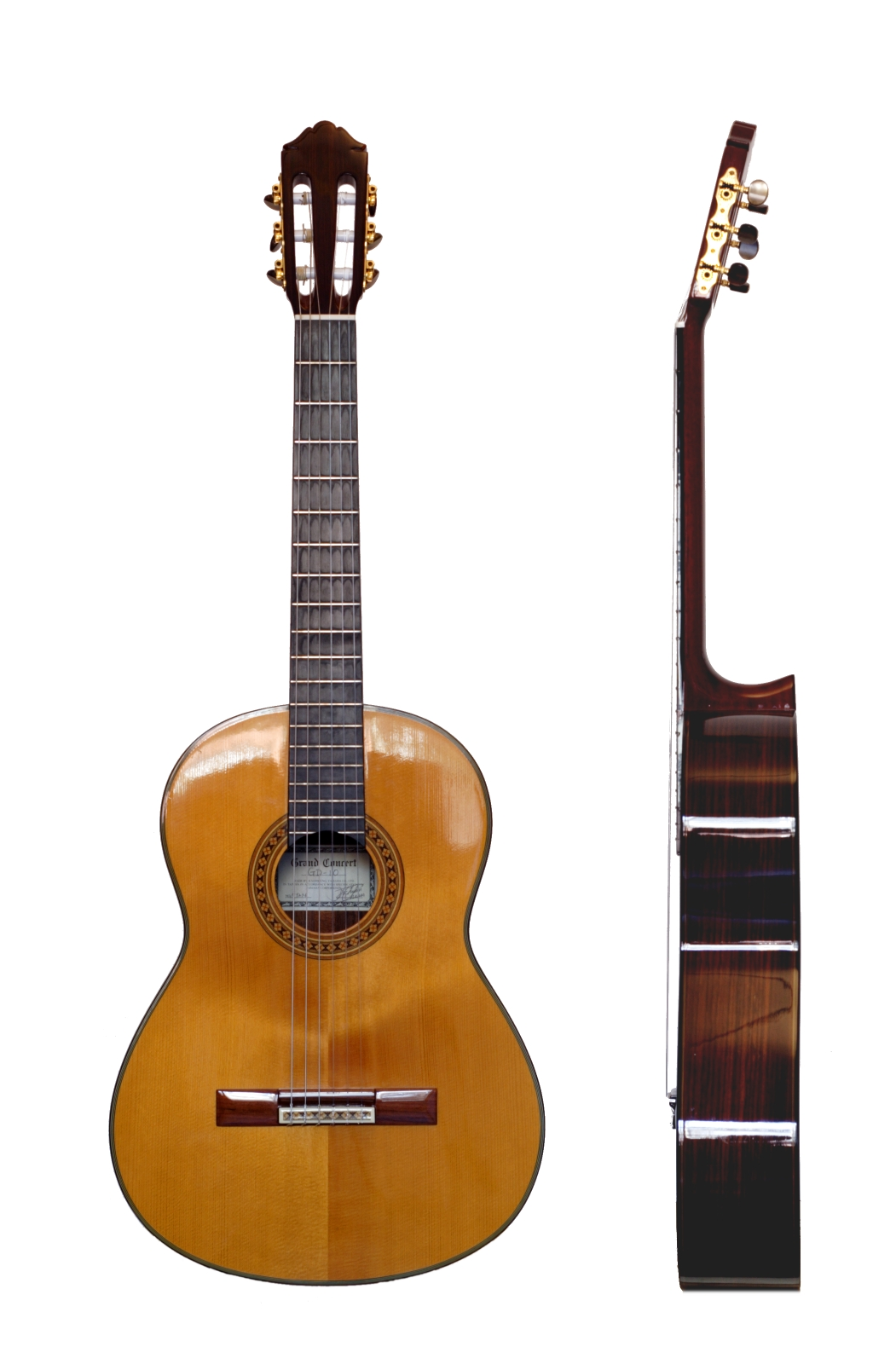
Una guitarra clásica

La guitarra es un instrumento musical de la familia de los cordófonos, es decir los instrumentos que producen su sonido al hacer vibrar las cuerdas. Es un instrumento de cuerda pulsada, compuesto de una caja de resonancia, un mástil sobre el que va adosado el diapasón o trastero —generalmente con un agujero acústico en el centro de la tapa (boca)— y seis cuerdas. Sobre el diapasón van incrustados los trastes, que permiten dividir el continuo de sonidos en las 12 notas del sistema tonal, haciendo posible la interpretación de las mismas con mayor facilidad.
La guitarra es el fruto de siglos de evolución de estos instrumentos de cuerda. Los orígenes del instrumento proceden de civilizaciones de Asia menor (sumerios, acadios, asirios...) de. 2500 a. C. Desde entonces los cordófonos se han desarrollado de muy diversas maneras a lo largo del tiempo con diferentes números de cuerdas y formas. Algunos instrumentos de la familia son el cuatro, el ukelele, el requinto, el charango y distintos tipos de guitarrón, como el guitarrón mexicano, de uso frecuente por los mariachis.
La guitarra tal y como la conocemos hoy es la heredera del instrumento que ideó Antonio de Torres, constructor almeriense que sentó los cánones y proporciones actuales. La guitarra es hoy un instrumento polifacético que se usa tanto en la música clásica como en las músicas populares. En su versión electrificada es el instrumento más utilizado en géneros como blues, rock y heavy metal. También es la protagonista en las músicas populares de raíces de España y Latinoamérica. Cabe destacar la importancia que la guitarra tiene en el flamenco, género musical que nace en España durante el siglo XVIII. En la actualidad los guitarristas flamencos suelen usar una guitarra con ligeras variaciones en la construcción, conocida como guitarra de flamenco. La guitarra clásica es también bastante frecuente entre los cantautores.

## Partes de la guitarra
La guitarra ha sufrido variaciones en su forma a lo largo de los siglos. Además del número de cuerdas, las variaciones del instrumento han surgido para adaptarlo a las necesidades del intérprete hasta adoptar la forma actual. Este instrumento está fabricado con madera prácticamente en su totalidad. Hoy en día se utilizan muy diversos tipos, aunque comúnmente los más empleados son principalmente la madera de palisandro de la India y otros: abeto, caoba, cedro de Canadá, pino, ciprés (muy popular entre las guitarras que se utilizan entre los guitarristas flamencos) y ébano. Hoy en día los constructores diferencian entre la construcción de un instrumento clásico o flamenco. Esto se debe a la evolución histórica que han tenido estos dos instrumentos en relación no solo a la cuestión sonora, sino también al origen social de sus ejecutantes. El ciprés era una madera abundante y más accesible en el siglo XIX que el jacarandá, lo cual influía en el precio final del instrumento haciéndolo más accesible para los ejecutante de origen rural y humilde que se dedicaban al flamenco. Por otra parte, el sonido percusivo y con gran ataque resultaba suficiente y apropiado para acompañar el cante en los bulliciosos cafés madrileños donde el flamenco comenzó a expandirse. Lo cierto es que, conforme la guitarra flamenca comenzó a asumir un papel protagónico como instrumento solista, se fue acercando a la guitarra clásica, en la búsqueda de un sonido con más cuerpo y utilizando otras maderas además del ciprés (guitarras flamencas negras), aunque han conservado determinadas características estéticas como las clavijas de madera, y mecánicas como la acción baja de las cuerdas.
Básicamente, está compuesta por la caja de resonancia, el mástil, el puente, el diapasón, los trastes, las cuerdas y el clavijero. No obstante, algunos guitarristas han personalizado sus guitarras y pueden poseer más de un diapasón o sobrepasar las 6 cuerdas. Las más populares de 7 cuerdas se utilizan en la música popular brasileña, la de 8 cuerdas que popularizó el gran José Tomás, o la de 10 cuerdas de Narciso Yepes. Sin embargo, no es una cuestión generalizada. Durante el siglo XIX existieron guitarras de muy diversos tipos, como guitarras-arpa con numerosas cuerdas.
Incluso recientemente y con criterios de sonoridad y volumen, el guitarrista uruguayo Abel Carlevaro patentó un modelo en el que se ampliaba el volumen de la caja eliminando el óvalo superior de la guitarra, y se prescindía del orificio de la tapa armónica, para que esta tuviera mayor superficie de vibración, y por lo tanto mejor sonido y de mayor volumen. Sin embargo, el modelo que siempre ha prevalecido durante los últimos dos siglos sigue siendo la guitarra convencional de 6 cuerdas y con forma de 8 que todos reconocemos.
Tras ser encolados todos los elementos que forman la caja de resonancia, se une con el mango y se incluyen refuerzos en el contorno de las dos tapas (cenefas), en el centro del fondo y en las uniones inferiores y superiores de los aros. Posteriormente se adhiere el diapasón. Entre el mástil y el clavijero se coloca la cejilla que sirve para apoyar y separar las cuerdas. La cejilla habitualmente es de marfil, hueso, plástico o incluso metálica, en función de la calidad del instrumento.
Una vez que todos los elementos que la forman han sido unidos, se procede a su barnizado. Existen dos formas de llevar a cabo este proceso, una más costosa y trabajosa que consiste en barnizar el instrumento a mano con goma laca; y la otra barnizarlo con una pistola a base de poliuretano que seca rápidamente. El inconveniente de este último método es que el barniz forma una placa sobre la caja de resonancia que le resta sonido al instrumento.
Posteriormente se realiza el aplanado del diapasón y la colocación de los trastes, los cuales suelen ser de alpaca o latón. Es sumamente importante que el trasteado sea perfecto ya que de él depende la afinación de la guitarra. Acto seguido, en la parte inferior de la tapa armónica se colocan las clavijas y las cuerdas. Antiguamente las cuerdas eran de tripa de animal pero en las guitarras modernas son de nailon.

### Cuerdas
Las cuerdas de la guitarra clásica varían en materiales y nivel de tensión proporcionando distintas cualidades al sonido. En cuanto a los materiales existen varias variantes, pero las más frecuentes son: el nailon limpio, que es el más común y tiene un buen sustain (que mantiene el sonido), un sonido rico y balanceado, y un fácil vibrato; y las de fibra de carbono (suele ser muy usado por guitarristas concertistas), que proporciona un sonido fuerte y brillante, buena duración, afinación estable, aunque baja la resistencia y el sustain y el sonido es menos rico. Por otra parte en cuanto al nivel de tensión las más comunes son baja, media y alta. Antiguamente eran habituales las cuerdas hechas con tripa de animal, pero hoy día están en desuso por las mejores prestaciones y precio más reducido que ofrece el nailon. Las cuerdas más graves llevan también un entorchado fabricado, habitualmente, con bronce o níquel.
Otras guitarras, como las acústicas o las eléctricas, suelen llevar cuerdas fabricadas íntegramente en metal, también con entorchado en las más graves.

### Caja de resonancia
La caja de resonancia está conformada por el fondo, la tapa armónica y los aros laterales. Los dos primeros son planos. El fondo puede estar construido en madera de palisandro (hay muchas variedades como el de la india o de bahía), de nogal, e incluso actualmente se utilizan maderas locales. Mientras que la tapa puede ser de pino, abeto, cedro o, en ocasiones, de ciprés. La tapa armónica tiene una perforación en su parte intermedia, llamada "boca", adornada con la llamada "roseta" que puede ser construida por el propio lutier (y, de hecho, muchas veces los dibujos realizados en la roseta actúan como un sello distintivo de cada lutier) o fabricada en serie. La tapa está reforzada por entre cinco a nueve barras finas de madera que reciben el nombre de "espinetas". Estas espinetas están dispuestas en la parte interior y tienen forma de abanico (aunque actualmente los lutiers han comenzado a experimentar con otras disposiciones, combinando el uso de madera balsa con materiales sintéticos a fin de lograr una mejor distribución del sonido y vibración en la tapa). El número de varetas dentro de una guitarra depende del fabricante de la misma. Los aros son dos piezas largas y estrechas fabricadas con la misma madera del fondo, curvadas a fuego y unidas en los extremos superior e inferior de la caja. Su unión se asegura en el interior con dos tacos de madera colocados uno en la base del mango y otro en la parte contraria. Los aros están reforzados a lo largo de su parte interna con dos tiras de madera que reciben el nombre de "contrafajas".

### Mástil
El mástil está construido con madera de cedro o nogal o pino y está formado por el clavijero, el mástil y la quilla o zoque. En las guitarras modernas las clavijas están incluidas dentro de clavijeros metálicos, a diferencia del método empleado en guitarras anteriores que consistía en insertar directamente las clavijas en la madera del clavijero. El clavijero está situado en el extremo del diapasón. Los clavijeros modernos tienen dos cortes verticales y están preparados para recibir los huesos, que son las pequeñas piezas en las que las cuerdas van enrolladas. Las clavijas metálicas quedan en la parte exterior del clavijero y se emplean para afinar el instrumento mediante la tensión que ejercen sobre las cuerdas. Su tensión puede modificarse para la afinación mediante un sistema de tornillos sin fin impulsados por las clavijas, que implican pequeños rodillos sobre los cuales se envuelven las cuerdas. Estas pasan a continuación por el puente superior, en el cual se cavan pequeños surcos que guían cada cuerda hacia el diapasón hasta llegar al clavijero. El clavijero puede llamarse también pala o maquinaria; de este mecanismo depende la afinación de las cuerdas de la guitarra.
La parte más larga del mango recibe el nombre de mástil y está cubierto con el diapasón, que es un trozo de madera, habitualmente de palisandro o ébano, sobre el que presionan los dedos las cuerdas de la guitarra. La quilla o zoque es la base del mango que se fija a la caja de resonancia.

## Historia

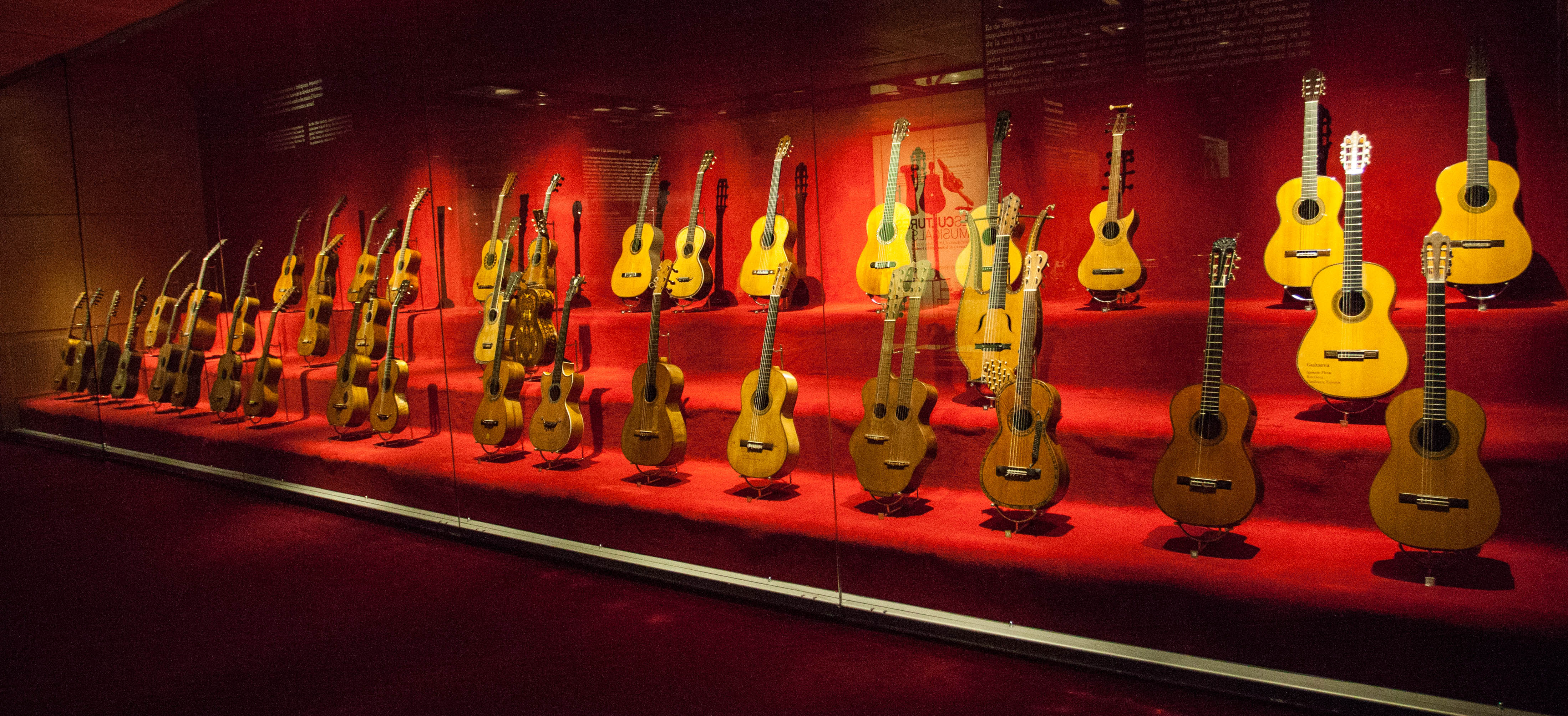
Colección de guitarras del Museo de la Música de Barcelona.

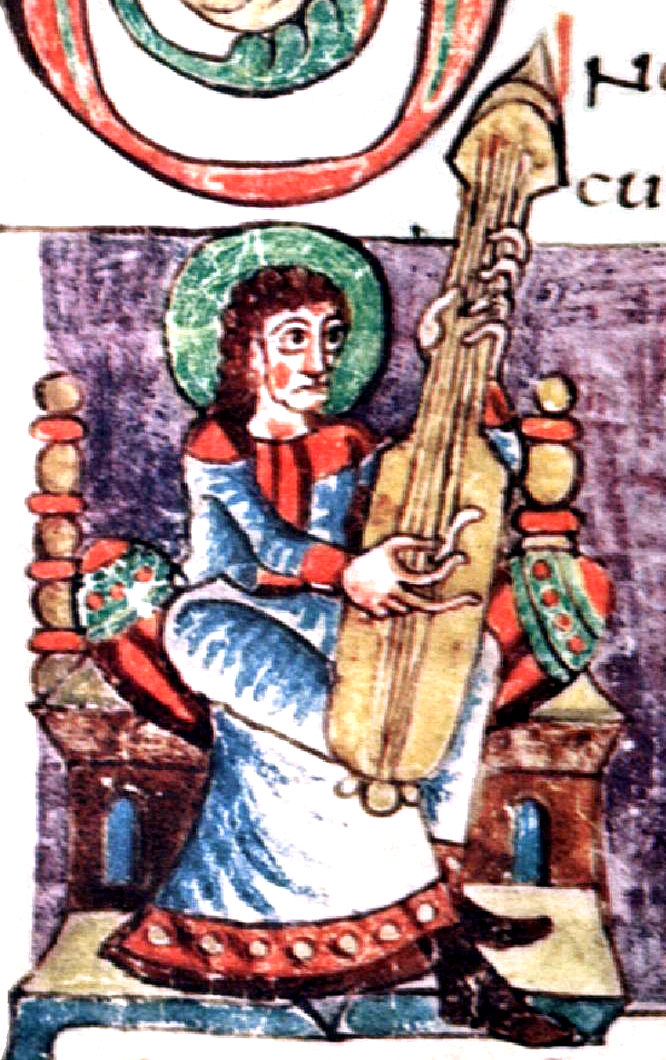
Ilustración de una viola de péndola, instrumento de un salterio carolingio del.

### Origen
Los orígenes y evolución de la guitarra y su familia no están demasiado claros, ya que numerosos instrumentos similares eran utilizados en la antigüedad, por lo que es usual seguir la trayectoria de este instrumento a través de las representaciones pictóricas y escultóricas encontradas a lo largo de la historia. Existen evidencias arqueológicas en bajorrelieves encontrados en Alaça Hüyük (norte de la actual Turquía) de que en torno al año 1000 a. C. los hititas y asirios crearon instrumentos de cuerda parecidos a la lira (el instrumento de varias cuerdas más sencillo y antiguo del mundo) pero con el agregado de una caja de resonancia, por lo que serían antecesores de la guitarra. También se han encontrado representaciones en dibujos del antiguo Egipto que se asemejan a la guitarra.
Existen varias hipótesis acerca de sus orígenes. Una de ellas le da un origen grecolatino y afirma que es un descendiente de la fidícula. Otra de las más populares considera que la guitarra es un instrumento introducido por los árabes durante la conquista musulmana de la península ibérica y que posteriormente evolucionó en España.
Ambas hipótesis tienen su razón etimológica. Al parecer los primeros cordófonos llegaron hasta los griegos, que deformaron ligeramente su nombre, kithára o kettarah. Según Corominas, la acentuación revela el origen de la palabra en el griego kithára. La palabra cíthara que derivaría después en cítara y finalmente cedra en castellano parece que sería utilizada para el instrumento sin mango (más parecido a la lira), mientras que se supone que el vocablo griego se habría utilizado para el instrumento al que se le habría añadido un mango al comienzo de nuestra era. Muchos estudiosos y musicólogos atribuyen la llegada de la guitarra a España por medio del Imperio romano en el año 400.
La otra hipótesis tiene su fundamento etimológico en la palabra árabe para guitarra, qīṯārah, que si bien igualmente originaria del griego, podría haber sido introducida por los conquistadores árabes y no por los romanos. Hay también una hipótesis arabista acerca del origen del laúd que sostiene que el primer instrumento con mástil fue la ud árabe, cuyo nombre los españoles terminaron fundiendo erróneamente con su artículo: «la ud» femenina se convirtió en el masculino "laúd". Fueron precisamente los árabes quienes introdujeron el instrumento en España, donde evolucionó de acuerdo a los gustos musicales de la plebe bajo dominación árabe.
En la India estos instrumentos eran conocidos en idioma sánscrito como sitar (instrumento descendiente de la vina), palabra que proviene de dos palabras indoeuropeas que darían origen a la palabra española "guitarra": la raíz guīt (que produjo las palabras sánscritas guitá: ‘canción’ (como en el Bhagavad-guitá, la ‘canción del Señor’), o sangīt: ‘música’) y la raíz tar, que significa ‘cuerda’ o ‘acorde’.

### Edad Media

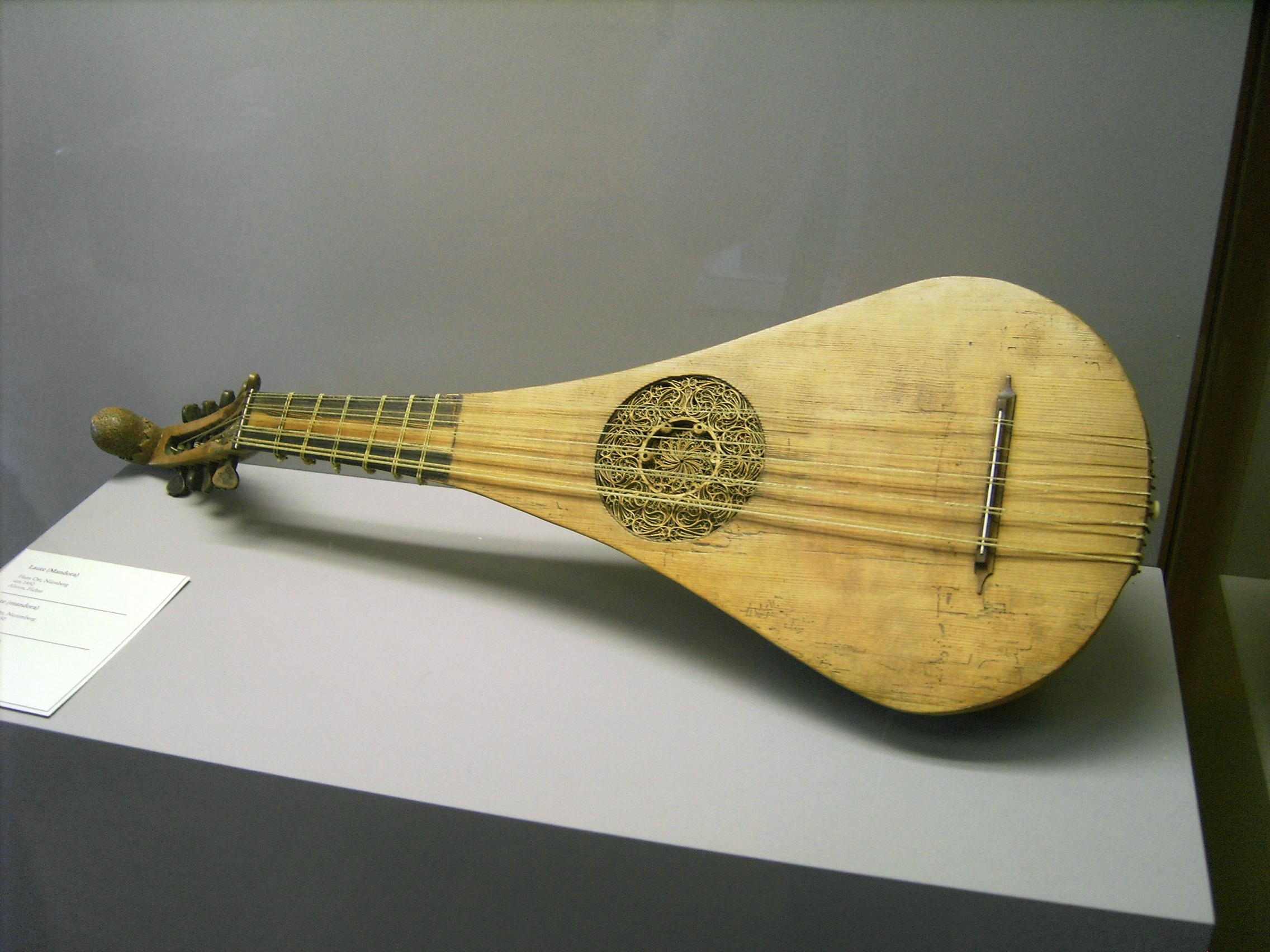
Una guitarra morisca o mandora.

En los siglos XI y XII pueden distinguirse dos tipos de "guitarres" o "guiternes". Por un lado la morisca o mandora, con forma ovalada de media pera y que se asemeja al laúd árabe y a la mandolina. Por otro lado la guitarra latina, una evolución de las antiguas cedras, cítolas y cítaras, de fondo plano, unida por aros con mango largo y cuyo clavijero era similar al del violín. La primera de ellas concuerda con la hipótesis del origen oriental de la guitarra, una especie de laúd asirio que se habría extendido por Persia y Arabia, hasta llegar a España durante la presencia islámica en la península ibérica. La segunda, reforzaría la hipótesis del origen grecolatino del instrumento. Ambos tipos están representados en las miniaturas de las Cantigas de Santa María de Alfonso X el Sabio, de 1270, aunque una de las representaciones más antiguas que se conservan está en Europa Occidental, en un Pasionario de la abadía de Zwiefalten, del año 1180.
En el siglo XIV, los poetas medievales franceses Guillaume de Machaut y Eustache Deschamps nombran en sus obras a la "guiterna", sin precisar el tipo.
La guitarra latina evolucionó hasta dar lugar a dos instrumentos diferentes: la vihuela, que estaba dotada de seis órdenes (cuerdas dobles) y que tuvo una amplia difusión entre la aristocracia y los trovadores y músicos profesionales; y la guitarra, de cuatro órdenes y de uso más popular.

### SigloXVI

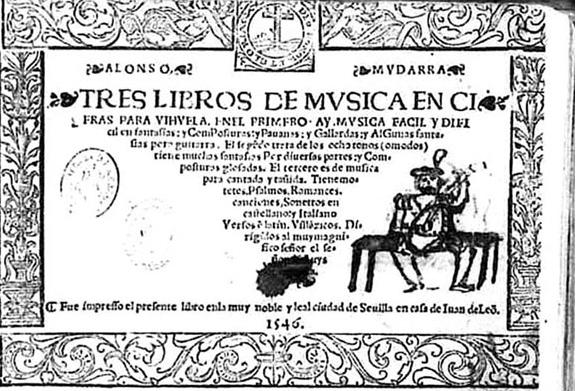
Tres libros de música en cifra para vihuela, publicado en 1546 por Alonso Mudarra, contiene la primera obra para guitarra de cuatro órdenes.

Durante el siglo XVI comienzan a escribirse numerosas composiciones para guitarra. Esta gran producción tiene como centro a España.
La primera obra conocida para guitarra de cuatro órdenes aparece en la obra Tres libros de música en cifra para vihuela, publicada en 1546 por Alonso Mudarra en Sevilla. En esa época era habitual confundir los nombres de estos instrumentos, y fue a finales de siglo cuando comenzaron a diferenciarse. La guitarra fue utilizada principalmente como instrumento de acompañamiento y principalmente con la técnica del rasgueado.

### SigloXVII
El tratado más antiguo sobre la guitarra española fue publicado en Barcelona en 1596 por Juan Carlos Amat con el título de Guitarra española de cinco órdenes... En 1606 Girolamo Montesardo publicó en Bolonia la primera gran obra para guitarra titulada Nuova inventione d'involatura per sonare Il balleti sopra la chitarra espagnuola y G. A. Colonna Intavolatura di chitarra alla spagnuola en 1620.
Aunque todos los países reivindican su intervención en la invención de la guitarra (con especial mención de Francia) aspectos tales como la forma, la estructura y la afinación, derivan directamente de la guitarra tal como los violeros ibéricos la diseñaban, sin olvidarnos de los europeos como Johan Stauffer, de quien derivan los diseños de su discípulo C. F. Martin. Se atribuye la inclusión de la quinta cuerda al músico y poeta malagueño Vicente Espinel, (Ronda, 1550) la atribución de esta invención la realizó Lope de Vega, pero fue refutada por Nicolao Dolci de Velasco (1640) y por Gaspar Sanz (1684) en sus tratados sobre la guitarra española. Sustentan sus afirmaciones en el hecho de que once años antes del nacimiento de Espinel, Bermudo mencionó una guitarra de cinco órdenes. No obstante, aunque Espinel no fuera el inventor de la guitarra española de cinco órdenes, probablemente fue quien más se encargó de su difusión popular en todas las clases sociales de España. Gaspar Sanz dice al respecto en el prólogo de su libro Instrucción de música sobre la guitarra española:

Los italianos, franceses y demás naciones, la gradúan de española a la guitarra, la razón es porque antiguamente no tenía más que cuatro cuerdas y en Madrid el maestro Espinel, español, le acrecentó la quinta y por esto, como de aquí, se originó su perfección. Los franceses, italianos y demás naciones a imitación nuestra, le añadieron también a su guitarra la quinta y por esto la llaman Guitarra española.

El Nuevo método por cifra para tañer guitarra de cinco cuerdas publicado en 1630 Doici de Velasco es el más antiguo conocido y en él afirma:

En Francia, Italia y demás países, a la guitarra se le llama española desde que Espinel puso la quinta cuerda, quedando tan perfecta como el laúd, el arpa, la tiorba y el clavicordio y aún más abundante que estos.

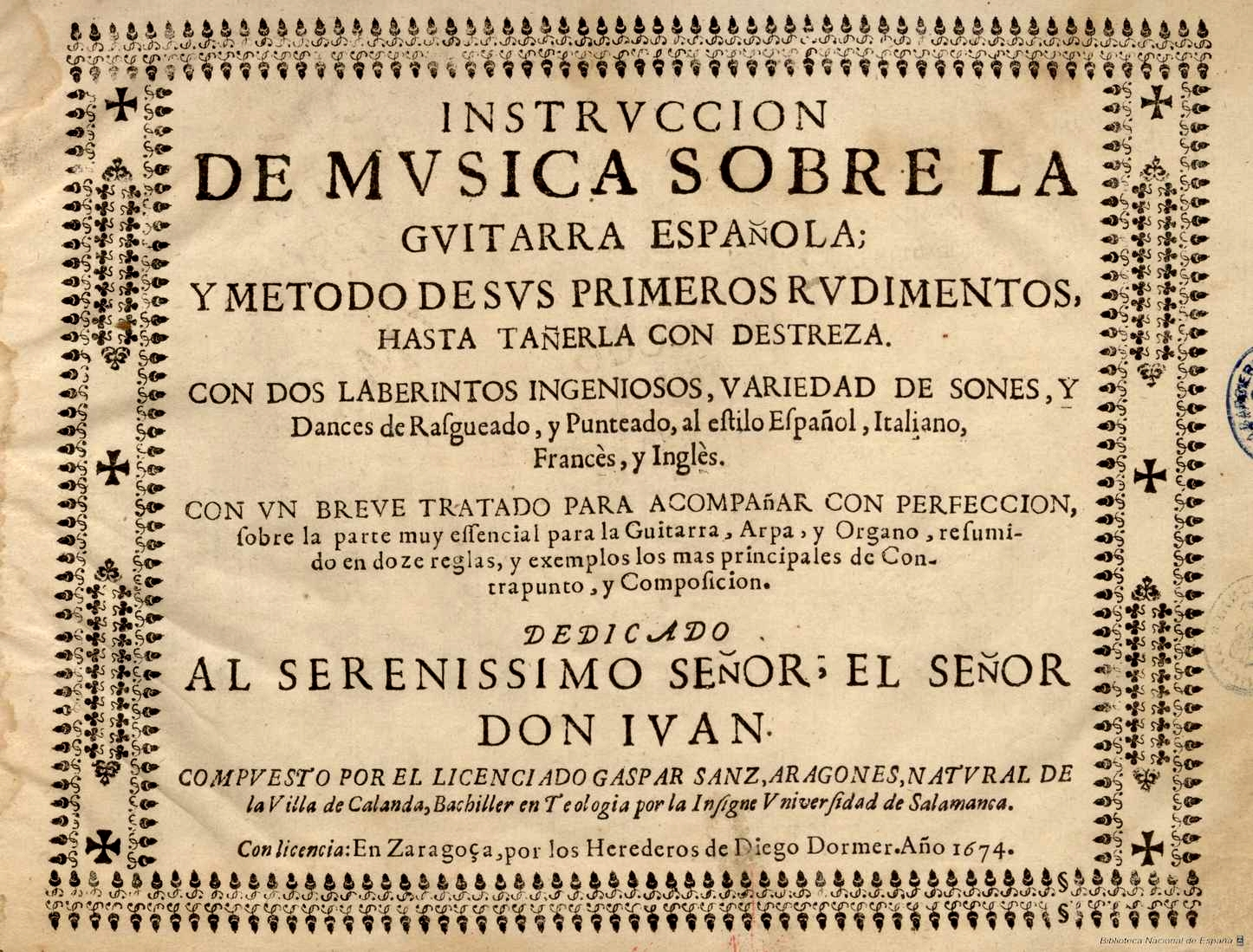
Gaspar Sanz, Instrucción de música sobre la guitarra española, 1674.

Otros autores contribuyeron de forma destacada a la literatura sobre la guitarra, como Luis de Briceño en 1626, Lucas Ruiz de Ribayaz y Francisco Guerau, entre otros. En la península ibérica la guitarra era ya muy utilizada a finales del siglo XVII, cuando Gaspar Sanz compuso su Instrucción de música sobre la guitarra española y método de sus primeros rudimentos, hasta tañerla con destreza. Anteriormente había guitarras de nueve cuerdas: una cuerda simple y cuatro "órdenes".
En todo caso, parece claro que fue en España donde tomó carta de naturaleza, pues a diferencia de las guitarras construidas en otros países y lugares de Europa, donde se fabricaban guitarras sobrecargadas de incrustaciones y adornos que la hacían casi imposible de tocar, la guitarra española se hacía para ser tocada y fue tan popular que incluso Sebastián de Covarrubias, capellán de Felipe II y lexicógrafo español, llegó a decir: "La guitarra no vale más que un cencerro, es tan fácil de tocar que no existe un campesino que no sea un guitarrista".

### SiglosXVIIIyXIX
Iniciado el siglo XVIII Jacob Otto agrega la sexta cuerda a la guitarra y se normaliza la afinación moderna, el cambio más significativo sufrido por este instrumento. A mediados del siglo XIX la historia de la guitarra moderna alcanza un gran apogeo con el español Francisco Tárrega, creador de la escuela moderna y autor del cambio en el uso del posicionamiento de las manos y la manera de pulsar las cuerdas.

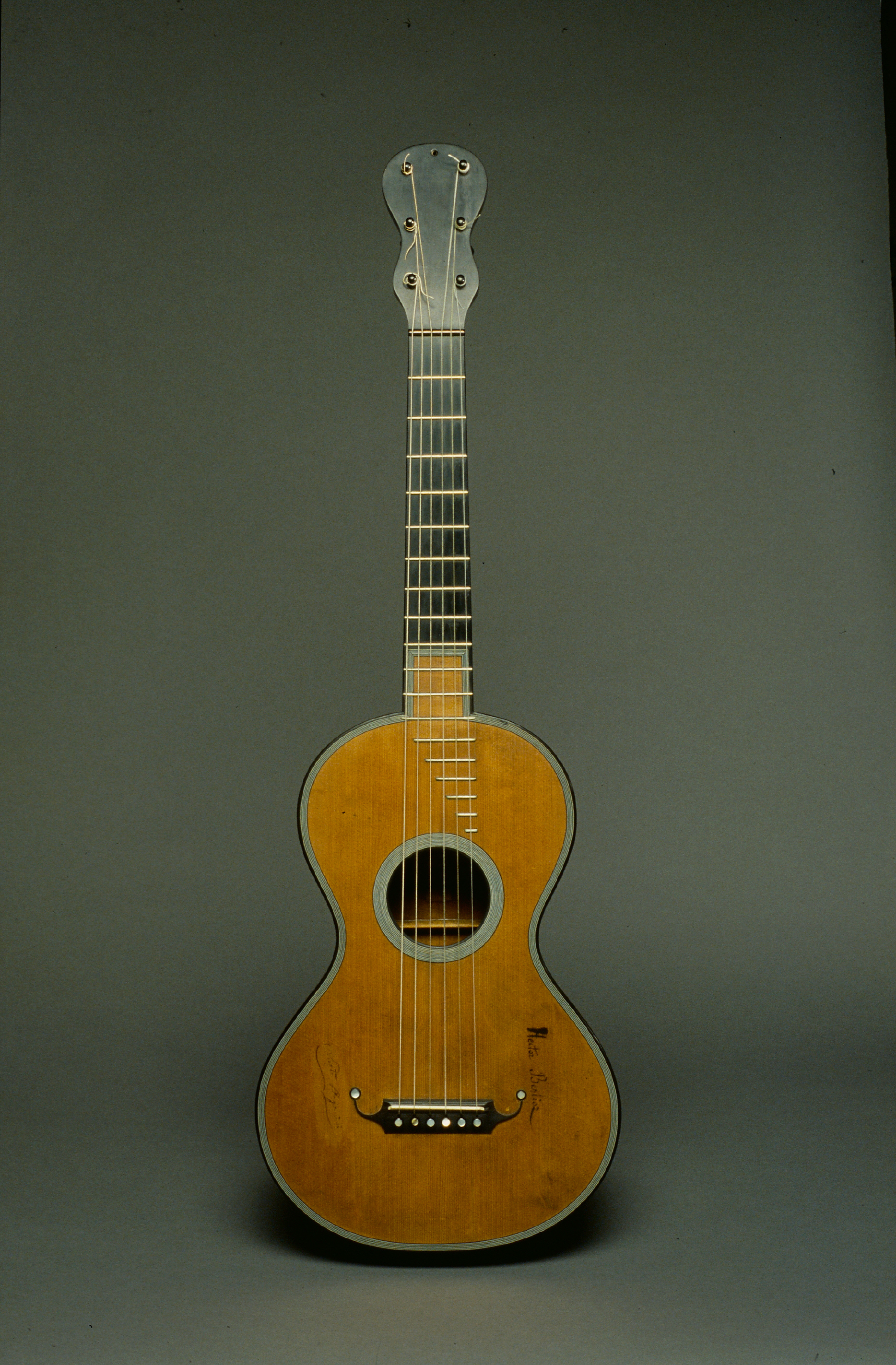
Guitarra romántica. Hacia 1830.

A finales del siglo XVIII y principios del XIX, algunas guitarras usaban seis cuerdas simples y emplearon unas barras de refuerzo debajo de la tapa armónica. Estas barras fueron añadidas para reforzar la estructura y permitieron adelgazar la tapa para obtener una mayor resonancia y una mejor distribución del sonido a lo largo de la tapa armónica. Otros desarrollos contemporáneos incluyen el uso de un mástil reforzado y elevado usando madera de ébano o palisandro, y la aparición de un mecanismo de tornillo metálico en lugar de las clavijas de madera para afinar. Es importante destacar que el trastero elevado ha tenido un gran impacto en la técnica del instrumento porque las cuerdas estaban demasiado lejos de la tapa armónica de forma que había que apoyar uno de los dedos de la mano derecha para que sirviera de soporte a los demás. Estas guitarras serían reconocidas inconfundiblemente como las primeras guitarras clásicas.
En los comienzos del siglo XIX, en los trabajos de los españoles Agustín Caro, Manuel González, Antonio de Lorca, Manuel Gutiérrez y otros constructores europeos incluyendo a René Lacote y al vienés Johann Stauffer encontramos las características de los precursores más directos de la guitarra clásica moderna. Johann Stauffer tiene una reputación legendaria. En su tienda aprendió a construir guitarras C. F. Martin, que luego se trasladaría a Estados Unidos y cuya firma sigue construyendo guitarras hoy en día. También desarrolló el trastero elevado, a petición de Luigi Legnani, el guitarrista y primer intérprete de los conciertos del violinista genovés Niccolò Paganini. Sus otros avances en la construcción de la guitarra incluyen un mástil ajustable y reforzado con acero y las clavijas de tornillo sin fin que todavía se usan en las guitarras modernas.
Durante el siglo XIX la guitarra empieza a acercarse a la forma y dimensiones de la actualidad. En el sur de España algunos constructores como Manuel Soto y Solares comienzan a construir instrumentos de gran valía y es hacia 1850 cuando empezó el trabajo de Antonio de Torres, el que a la postre sería el guitarrero que fijaría las medidas cánones del instrumento moderno. Con el apoyo de Julián Arcas, ambos almerienses, y sus propias y brillantes intuiciones, Antonio Torres Jurado refinó los soportes estructurales de la guitarra incluyendo siete varas extendidas bajo la tapa armónica. Aumentó también el tamaño de la caja de resonancia y el ancho del mástil. Estas innovaciones influyeron en la mejora del volumen del sonido y la respuesta en los bajos así como el descubrimiento de una técnica para la mano izquierda para el enriquecimiento del repertorio. Ahora la guitarra ya estaba preparada tanto para las demandas del solista como para las del conjunto instrumental. La tradición constructiva en Almería se ha mantenido hasta nuestros días con constructores como Gerundino Fernández García y Juan Miguel González.

### SigloXX
El lutier español José Ramírez III junto al guitarrista Narciso Yepes le agregaron cuatro cuerdas más en las graves, sobre un amplio mástil cuyos múltiples trastes permiten ampliar notablemente la gama de sonidos de la mano izquierda. Narciso Yepes tocó por primera vez esta guitarra de diez cuerdas en Berlín en 1964 y, a partir de ese año, fue su instrumento habitual en los conciertos, especializándose en piezas renacentistas y barrocas.

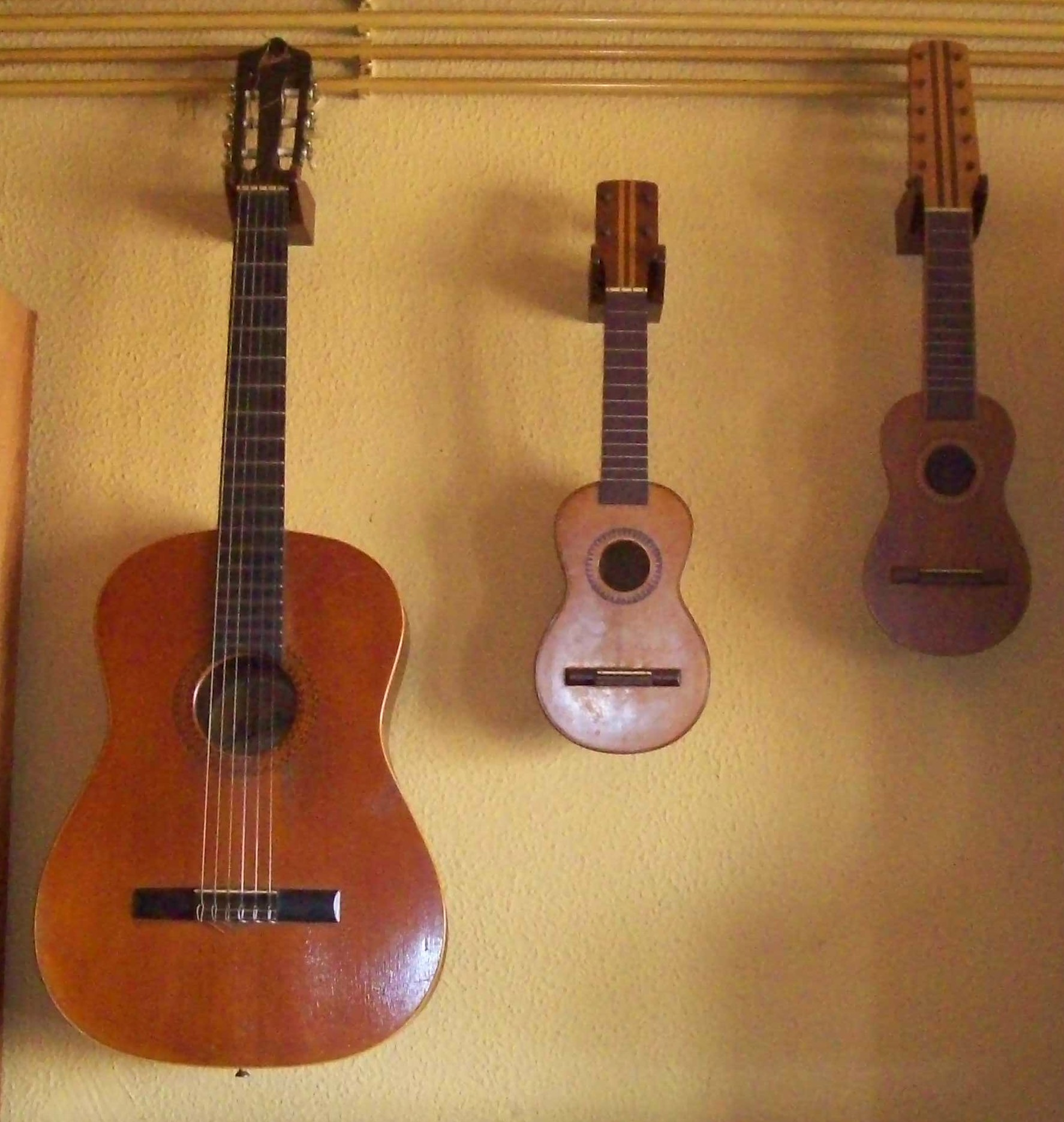
Guitarra, ukelele y charango.

## Tipos de guitarra
Existen innumerables tipos de guitarras, aunque hoy en día podríamos diferenciar dos tipos básicos: la guitarra clásica y la guitarra flamenca. La guitarra flamenca tal y como se entiende hoy en día, tiene la caja de resonancia de un tamaño ligeramente menor que la clásica, y utiliza distintas maderas en su construcción (tradicionalmente el ciprés) pero ambas son guitarras españolas. Existen algunas otras variaciones que hacen que su ejecución resulte más percusiva.
Una variedad de la guitarra española es la guitarra acústica, cuya diferencia principal es el material de sus cuerdas, que es el metal en lugar de la tripa o el nailon y el tamaño de la caja que le da una mejor acústica que la guitarra clásica. Procede de Estados Unidos.[cita requerida] Suele ser de mayor tamaño y con el tiempo evolucionó para adoptar un sistema alimentado por energía eléctrica (pastillas eléctricas), dando lugar a la guitarra eléctrica.

### Guitarra acústica

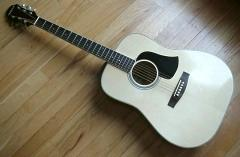
Guitarra sajona.

#### Guitarra sajona
La guitarra sajona es un tipo de guitarra acústica con cuerdas de metal, cuyo sonido se genera mediante la vibración de las cuerdas que se amplifican en una caja acústica de madera o algún acrílico. El adjetivo "sajona" es tomado directamente del inglés steel-string acoustic guitar por el uso que de dicho adjetivo hacen los anglófonos, para diferenciarla con respecto a la guitarra clásica. Es claramente redundante, pues la guitarra, por definición, es un instrumento acústico. La guitarra acústica deriva de los diseños de C. F. Martin y Orville Gibson, principalmente, lutieres estadounidenses que desarrollaron su actividad principalmente a finales del siglo XIX. También son conocidas como western guitars (literalmente "guitarras del oeste"), lo que se acerca más a su naturaleza y a la clase de música que las hizo populares.
Como las españolas, estas guitarras se llaman así por emitir su sonido sin ningún tipo de amplificación eléctrica, solo por transducción de la fuerza mecánica.

#### Guitarra de flamenco

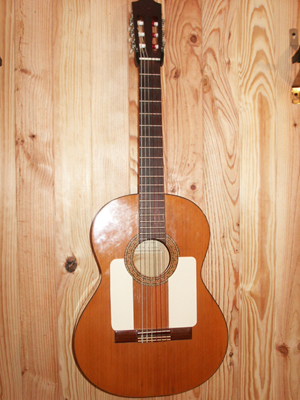
Guitarra de flamenco con dos golpeadores

En España existe una variante muy extendida, similar a la guitarra clásica, que es difícil distinguir a simple vista, conocida como guitarra de flamenco o guitarra flamenca. Varía su sonido por una construcción ligeramente distinta y el uso de distintos tipos de maderas. La guitarra flamenca tiene un sonido más percusivo, su caja es un poco más estrecha, y generalmente las cuerdas están más cerca del diapasón para facilitar su ejecución.
La guitarra flamenca tiene menos sonoridad y ofrece menos volumen que una guitarra española de concierto, pero su sonido es más brillante, y su ejecución es más fácil y rápida, debido a la menor distancia de las cuerdas al diapasón, lo que permite que se pueda hacer menos presión con los dedos de la mano izquierda sobre el diapasón. Tradicionalmente las clavijas de afinación eran completamente de madera y se embutían en la pala de la guitarra de forma perpendicular a ella. Hoy en día algunos constructores pueden utilizar clavijeros de mecánica moderna, pero que imitan a los antiguos, con lo que se aúna la precisión de la modernidad guardando la estética tradicional. Suele llevar debajo de la roseta o agujero un guardapúas, golpeador o protector (a veces también uno superior), para evitar que los rasgueos y golpes que se dan en la tapa armónica, tan típicos en el flamenco, afecten a la madera.
La guitarra flamenca ha tenido tradicionalmente una clara función de acompañamiento del cante y del baile. Solo en la década de 1970 ha sido cuando la guitarra flamenca de concierto ha sido reconocida, de la mano del guitarrista de Algeciras Paco de Lucía.

#### Guitarra italiana

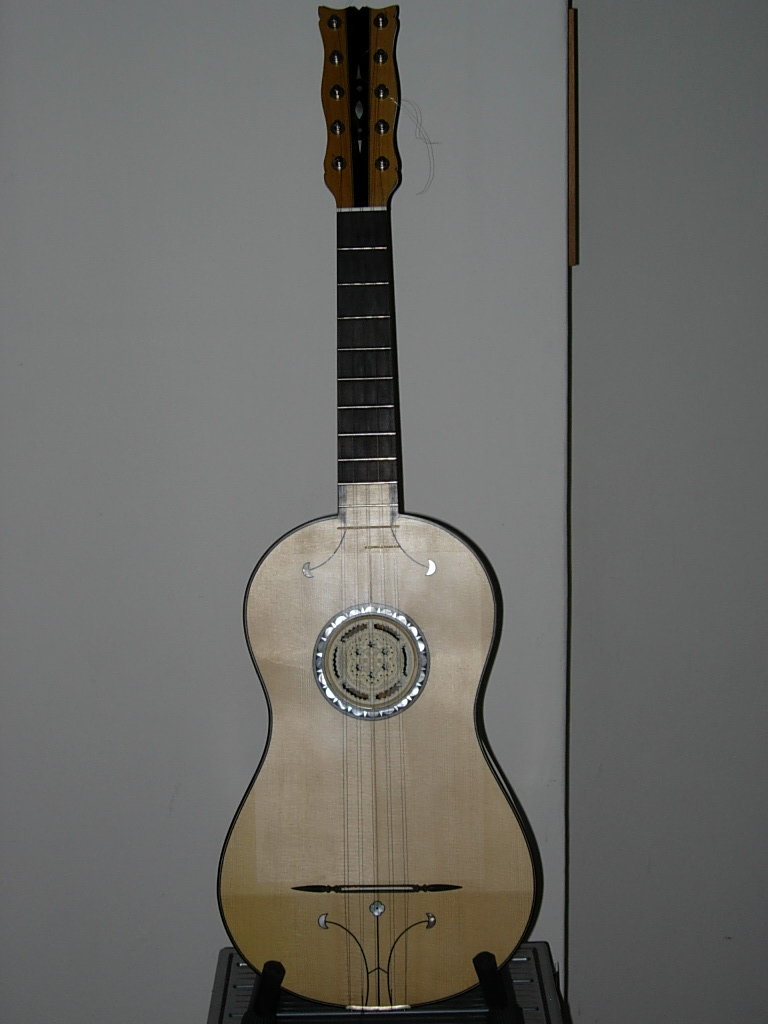
Chitarra battente

La guitarra italiana (chitarra battente) es un tipo de guitarra tradicional del sur de Italia (Calabria, Puglia, Basilicata, Abruzos, Molise y Campania). Existe desde el siglo XIV y una de sus características distintivas es que tiene forma de ocho alargado.

### Guitarra eléctrica

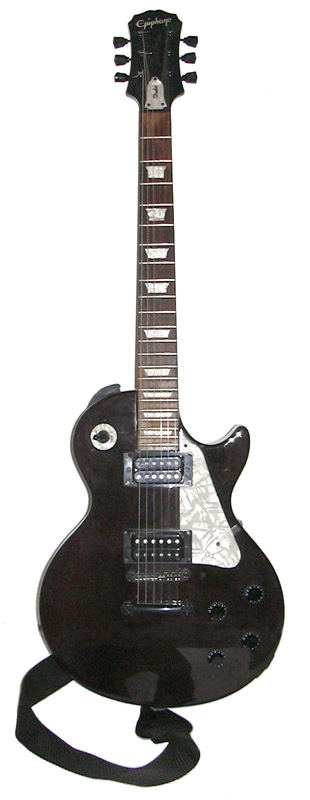
Guitarra eléctrica Marca Epiphone Modelo Les Paul.

Una guitarra eléctrica es una guitarra con uno o más transductores electromagnéticos llamados pastillas o micrófonos que convierten las vibraciones de las cuerdas en señales eléctricas capaces de ser amplificadas y procesadas.
Hay tres tipos fundamentales de guitarras eléctricas:
las de cuerpo sólido, las de cuerpo semisólido y las de cuerpo hueco. Históricamente las primeras en inventarse fueron las de cuerpo hueco, al derivarse de guitarras de caja a las que se incorporaba un micrófono para poderse escuchar en las bandas de jazz.
Las guitarras de cuerpo sólido carecen de caja de resonancia, de forma que el cuerpo es una pieza maciza (casi siempre de madera, pero hay algunos casos de plástico o metálicos -sobre todo experimentales- en el que van embutidas las pastillas.
Las guitarras eléctricas de cuerpo semisólido se caracterizan a veces por tener agujeros al exterior con formas en "f", similares a los de las cajas de resonancia de los violines y otros instrumentos acústicos. Las guitarras semisólidas, tienen un bloque central para evitar los acoples o "feedback".
Algunas guitarras eléctricas también cuentan con un sistema que, por el accionar de una palanca en el puente, se genera un efecto de vibrato. La guitarra eléctrica necesita siempre ser conectada a un amplificador o a un sistema de amplificación, mediante un cable.
Entre los fabricantes reconocidos de este tipo de guitarras se encuentran marcas como Rickenbacker, Gibson, B. C. Rich, Fender, Epiphone, Squier, Ibanez, PRS, Jackson, Parker, Cort, Yamaha, Dean, ESP, Schecter, entre otros.

### Guitarra electroacústica
Una guitarra electroacústica es una guitarra acústica a la que se le han añadido pastillas, micrófonos o transductores para amplificar su sonido. También son llamadas guitarras electrificadas, término que hemos de reputar sinónimo, y que resalta el hecho de que el sistema de previo puede haberse instalado en origen o por el propio usuario.
La electrificación de una guitarra de caja hace innecesario el uso del micrófono externo, ya que se conecta como una guitarra eléctrica a un amplificador. Ello evita en gran medida los acoples y facilita la labor del ingeniero de sonido en las grabaciones. Sin embargo, el sonido no es exactamente el mismo, ya que el micrófono que recoge el sonido se encuentra dentro de la caja y no fuera, que es donde se escucha el sonido real de la guitarra.
La diferencia entre una guitarra electroacústica de cuerdas de metal y una guitarra eléctrica de caja (que son las que se usan habitualmente en el jazz) es sobre todo el tipo de transductor: en la primera se emplea un transductor piezoeléctrico, que da un sonido más cristalino, agudo y natural; en la guitarra eléctrica se incorporan transductores electromagnéticos, que dan un sonido distinto, más cargado de frecuencias medias.

### Guitarra MIDI
Son guitarras especiales o adaptadores para guitarras convencionales que permiten controlar un sintetizador vía MIDI (protocolo de transmisión de datos que permite enviar información musical entre distintos dispositivos conectados por medio de cables). De esta manera, un guitarrista que no tiene habilidad para ejecutar un teclado o un órgano electrónico puede dispararlos desde una guitarra MIDI.
Una técnica básica es la de utilizar un conversor monofónico de frecuencia de audio a MIDI tomando la señal de audio de la guitarra por medio de colocar un micrófono en la boca de la misma o por medio de su salida de audio. También se comercializan puentes más sofisticados que pueden detectar la vibración de cada cuerda por separado de tal forma de poder ejecutar acordes, es decir, que poseen polifonía de 6 voces o simultaneidad de disparo de notas.

### Guitarras del Renacimiento y Barroco

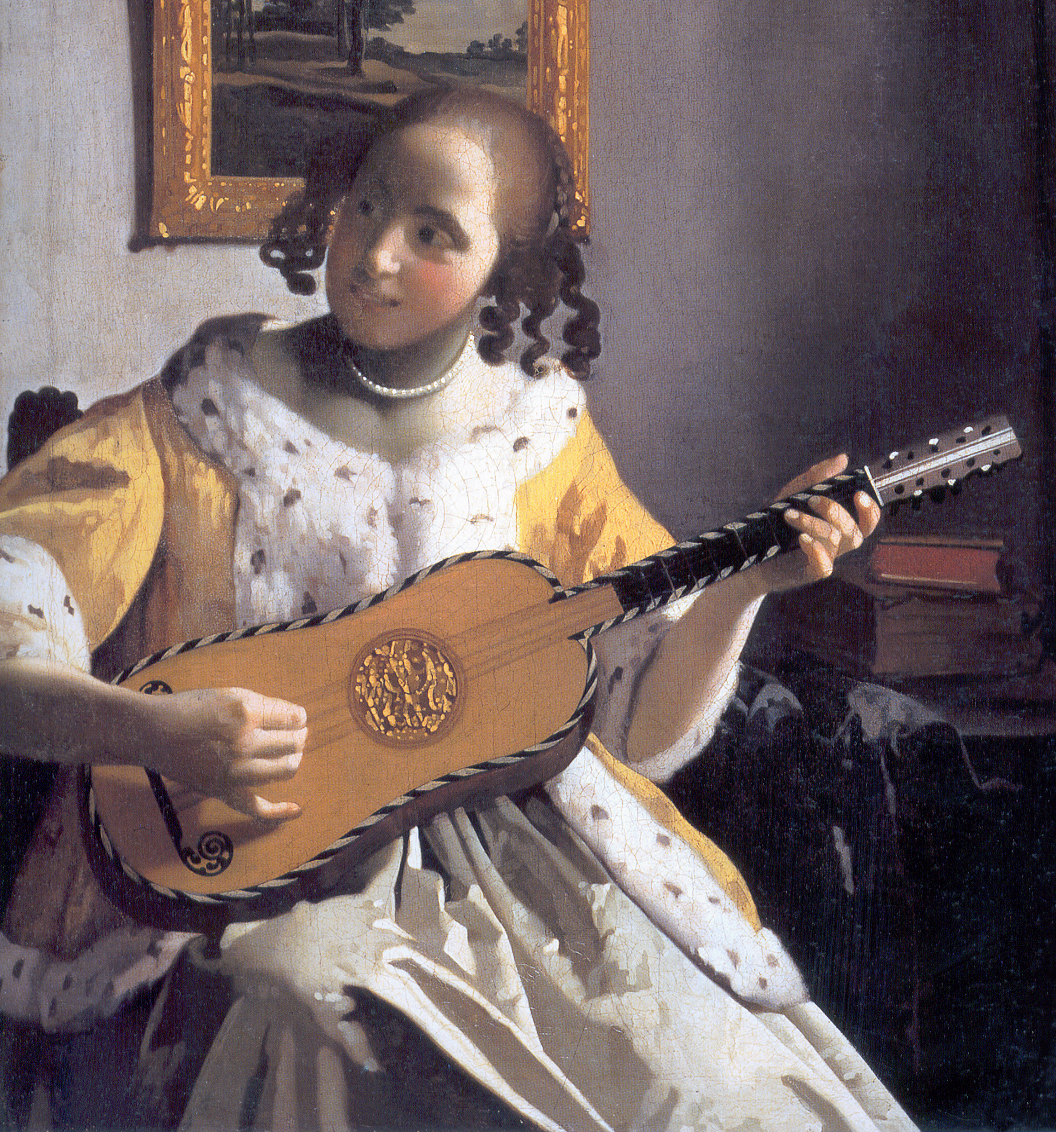
Detalle de La guitarrista, de Johannes Vermeer (1672), donde se aprecia una joven tañendo una guitarra barroca.

La guitarra renacentista y la guitarra barroca son los instrumentos que se interpretaban durante el Renacimiento y Barroco. Se trata de ancestros de las guitarras clásicas. En los últimos años ha proliferado la construcción de reproducciones modernas de estos instrumentos con los que se suele interpretar música de la época. Son guitarras más delicadas y producen un sonido más débil, debido a que las técnicas constructivas utilizadas no permitían que el instrumento tuviera la firmeza de las guitarras actuales. Las cuerdas soportaban mucha menos tensión y por ello su volumen es mucho menor. Son más fáciles de distinguir de otras guitarras, ya que su cuerpo es más delgado y plano y en muchas ocasiones suelen tener una ornamentación muy profuso, que a menudo incluso cubre el agujero de la tapa armónica con rosetas decorativas de una gran belleza.

### Guitarra campesina (viola caipira)
Esta guitarra, común en el folclore brasileño, tiene un tamaño inferior al de una guitarra española, aunque sus proporciones similares. Consta de cinco órdenes de cuerdas metálicas que a diferencia de las guitarras acústicas se pulsan con las uñas. Puede estar afinada de numerosas formas siendo habituales las afinaciones abiertas.

### Guitarra rusa
Esta guitarra tiene siete cuerdas en vez de seis. La afinación de esta guitarra es completamente distinta a la española; tradicionalmente, se utiliza una afinación abierta en Sol mayor. Otro instrumento popular ruso es la balalaica, que aunque de cuerda pulsada es poco parecido en forma o en técnica interpretativa a la guitarra ya que esta tiene tres cuerdas y dos con la misma afinación.

### Variaciones sobre la guitarra tradicional

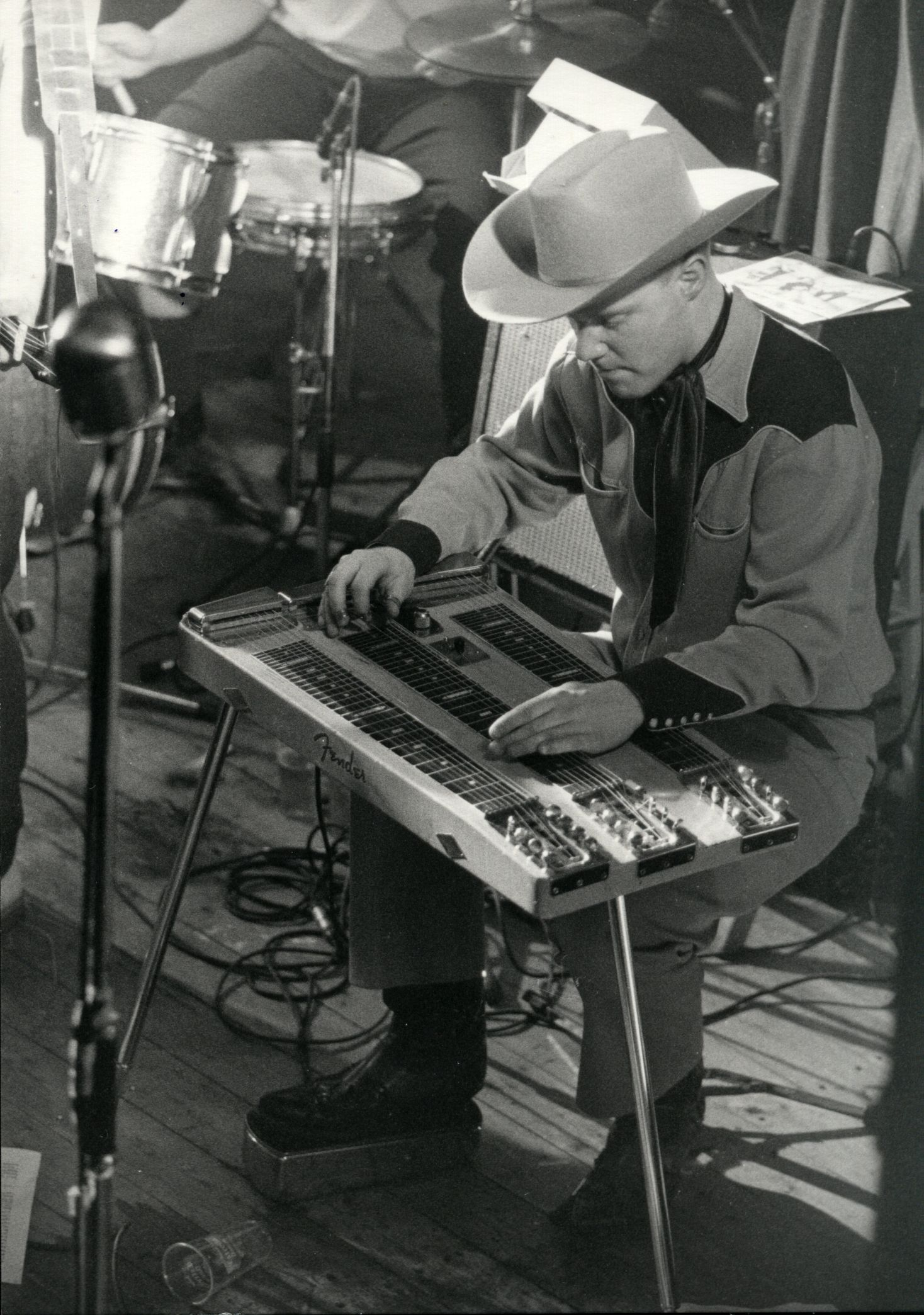
Guitarras eléctricashorizontales

Desde sus inicios la guitarra fue objeto de experimentaciones muy numerosas, y solo una parte de estos instrumentos son todavía utilizados hoy, hasta de manera marginal.
Las primeras guitarras tenían cuatro cuerdas como los instrumentos de los que procedía, luego se agregó una quinta y posteriormente una sexta (el bordón), que terminó siendo el modelo canónico de seis cuerdas.
Una de las variaciones más frecuentes es aumentar el número de cuerdas. Por ejemplo doblando su número, de seis a doce; las seis acostumbradas, acopladas individualmente a su octava respectiva (salvo las dos más agudas, que quedan duplicadas al unísono).
Además de la guitarra de doce cuerdas, tiene relativa importancia la guitarra tenor, de cuatro (usada entre otros por el guitarrista de jazz Tiny Grimes).
Narciso Yepes popularizó una guitarra de diez cuerdas, intentando añadir cuerdas para poder interpretar el repertorio de laúd barroco, instrumento de múltiples cuerdas. Muchos de sus discípulos adoptaron su técnica, aunque hoy en día no son muchos aún podemos encontrar guitarristas que interpretan el repertorio guitarrista en este instrumento.
Nada tiene que ver con el asunto del diseño el hecho de que algunos intérpretes ajusten su instrumento a su forma de tocar, como los miembros del grupo de rock The Presidents of the United States of America, que utilizan una guitarra en la que tres de las seis cuerdas han sido retiradas, y un bajo de dos cuerdas. De la misma manera, Keith Richards (guitarrista de The Rolling Stones), a menudo retira la cuerda de mi grave de sus guitarras.
También se pueden citar:

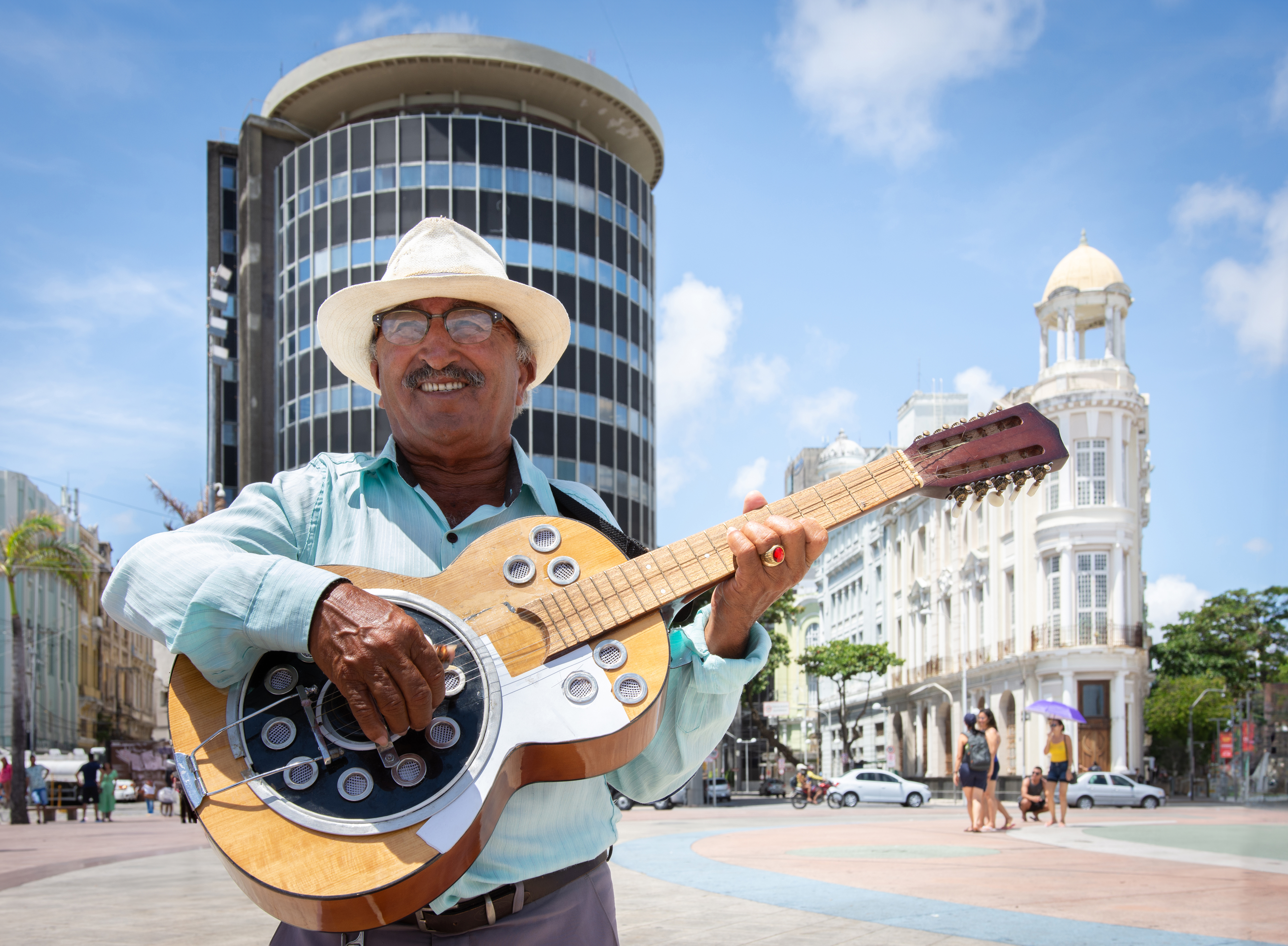
Un hombre toca un dobro en Recife

- La guitarra fretless (sin trastes), cuyo mástil es completamente liso, sin trastes, con lo cual las notas se obtienen a manera de un violonchelo (la afinación no viene dada por el traste, sino que hay que “buscarla”). Son más comunes los bajos fretless.
- La guitarra barítona, que tiene seis cuerdas pero un tiro más largo.
- Las guitarras para aprendizaje, de dimensiones reducidas (talla 1/2 o 3/4), para facilitar su ejecución por niños.
- La guitarra con doble diapasón. Permite tocar con dos distintas afinaciones (de manera alternativa o incluso simultánea) durante la misma obra, sin tener que cambiar de guitarra. La mayoría de las guitarras dobles tienen una guitarra con doce cuerdas y la otra con seis cuerdas. Existen otras versiones como el instrumento de Mike Rutherford, bajista de Genesis, que es una guitarra de doce pegado a un bajo, o el caso del bajista argentino Javier Malosetti que utiliza una bajo de cinco cuerdas pegado a una guitarra de 6 cuerdas.
- La guitarra eléctrica sin clavijero, construida desde mediados de los años ochenta por la empresa Steinberger. El clavijero se encuentra en el puente de la guitarra, en lugar de estar en la cabeza.
- La guitarra slide o guitarra horizontal. Se usa casi siempre con el slide o tubo de metal o vidrio que cubre todo el dedo. Muy utilizada por David Gilmour, guitarrista de Pink Floyd.
- La Silent Guitar. Una guitarra sin cuerpo creada por Yamaha pensada para viajar, que además resulta ser muy silenciosa; sus modelos tienen cuerdas de nailon o acero.
- La guitarra de siete cuerdas. Además de las seis cuerdas de la guitarra, se le incorporan una séptima cuerda, más grave. La nota de la séptima cuerda es un SI. Existen también guitarras de ocho cuerdas con la misma idea. incluso existen guitarras con otros instrumentos incorporados en el cuerpo de la guitarra como la guitarra Pikasso que posee 42 cuerdas (de Pat Metheny).
- La Foldaxe, guitarra plegable inventada por Roger Field para Chet Atkins para viajar (en el libro Me and My Guitars de Atkins).
- La dinarra, una guitarra dinámica microtonal.
- La guitarra-lira, guitarra de tamaño variable con la forma de una kithara griega, de 6 o 7 órdenes, simples o dobles. Muy popular a finales del siglo XIX.
- La guitarra arpa (harp guitar), guitarra con un clavijero añadido de cinco o seis cuerdas más para hacer los bajos, y también otra entrada a la caja de resonancia que, a la cual también se le hace un agregado en forma de brazo ondulado.
- La guitarra sintetizador (guitar synth), que resulta ser una guitarra con un sintetizador incorporado.

## La guitarra contemporánea
Actualmente el campo de la luthería para guitarra ha tenido un gran desarrollo producto de las diversas experimentaciones llevadas a cabo por diferentes lutier. Esto se debe en parte a la búsqueda de una mayor proyección sonora, pero también a la búsqueda de un timbre más acorde a la música contemporánea para guitarra (escapando de esta forma al sonido dulce y amable de la guitarra tradicional). Algunos de los cambios que ha sufrido se han dado en la elaboración del mástil que pasó a tener tensores fijos (y en alguno casos regulables), y hasta una leve inclinación para mejorar la acción de las cuerdas. También, en algunos casos, se ha cambiado de lugar el retorno de la boca al aro para que el ejecutante tenga una idea más clara de lo que está sonando. Las tapas de la guitarra también sufrieron cambios en su confección, tales como el uso del "Nomex" pegado con epoxi para lograr mayor fuerza en las tapas de resonancia (que comienzan a ser cada vez más finas y livianas) sin perder flexibilidad. Respecto a los aros y los fondos, se ha trabajado en modelos de doble aro y doble fondo, así como también en sistemas de apoya brazos a fin de evitar el contacto de la guitarra con el cuerpo y así lograr más sustain en las notas.

## Afinación
Las cuerdas de la guitarra se numeran de abajo arriba - desde la más aguda hacia la más grave, con números ordinales: primera cuerda o cuerda prima, segunda cuerda, tercera cuerda, etc. También se las nombra por su nota de afinación, al igual que se hace con el violín, la viola, el violonchelo y el contrabajo:
1. la cuerda mi (la primera cuerda, afinada en el mi4);[26]
2. la cuerda si (la segunda cuerda, afinada en el si3);
3. la cuerda sol (la tercera cuerda, afinada en el sol3);
4. la cuerda re (la cuarta cuerda, afinada en el re3);
5. la cuerda la (la quinta cuerda, afinada en el la2);
6. la cuerda mi (la sexta cuerda, afinada en el mi2).

La misma afinación de las cuatro cuerdas graves bajada una octava (de la tercera a la sexta) es la correspondiente al bajo.
En algunas obras el compositor pide al guitarrista que baje dos semitonos (o sea un tono) la sexta cuerda ―desde el mi2 al re2― afinación conocida también como "Drop D" o "D Dropped".
En las partituras las cuerdas se nombran con el número de la cuerda alrededor de una circunferencia.
A las tres cuerdas más graves ―la cuarta, quinta y sexta cuerda y, particularmente, a esta última― se les llama “bordones”, debido a que “bordonear” es la ejecución de un bajo acompañante de una obra de música.
También se cambian las tonalidades de las cuerdas poniendo una cejilla que se sitúa un traste más alto por cada semitono que se quiera aumentar. Por ejemplo si se coloca una cejilla en el primer traste la afinación sería la siguiente: fa4, do4, sol♯3, re♯3, la♯2, y fa2.
La guitarra de diez cuerdas es como la suma de una guitarra común de seis cuerdas y un contrabajo (afinado normalmente una octava grave: sol2, re2, la1 y mi1).
Tabla que muestra el temple clásico mi, si, sol, re, la, mi por cuerda y en cada uno de los 12 primeros trastes:
| Cuerda    | 1.er traste | 2.° traste | 3.er traste | 4.° traste | 5.° traste | 6.° traste | 7.° traste | 8.° traste | 9.° traste | 10.° traste | 11.° traste | 12.° traste |
| --------- | ----------- | ---------- | ----------- | ---------- | ---------- | ---------- | ---------- | ---------- | ---------- | ----------- | ----------- | ----------- |
| I - Mi    | Fa          | Fa#        | Sol         | Sol#       | La         | La#        | Si         | Do         | Do#        | Re          | Re#         | Mi          |
| II - Si   | Do          | Do#        | Re          | Re#        | Mi         | Fa         | Fa#        | Sol        | Sol#       | La          | La#         | Si          |
| III - Sol | Sol#        | La         | La#         | Si         | Do         | Do#        | Re         | Re#        | Mi         | Fa          | Fa#         | Sol         |
| IV - Re   | Re#         | Mi         | Fa          | Fa#        | Sol        | Sol#       | La         | La#        | Si         | Do          | Do#         | Re          |
| V - La    | La#         | Si         | Do          | Do#        | Re         | Re#        | Mi         | Fa         | Fa#        | Sol         | Sol#        | La          |
| VI - Mi   | Fa          | Fa#        | Sol         | Sol#       | La         | La#        | Si         | Do         | Do#        | Re          | Re#         | Mi          |

### Método básico de afinación para guitarras de 6 cuerdas
El método clásico para afinar una guitarra es de oído. Para ello hay que seguir una serie de reglas:
- se ajusta una cuerda, preferiblemente la 5.ª, a nuestro gusto o con alguna referencia si se va a tocar acompañado (Se suele ajustar a los 110 Hz);
- ahora, la 6.ª cuerda pisada en el 5.º traste suena igual que la 5.ª cuerda tocada al aire;
- la 5.ª cuerda en el 5.º traste suena igual que la 4.ª cuerda tocada al aire;
- la 4.ª cuerda en el 5.º traste suena igual que la 3.ª cuerda tocada al aire;
- la 3.ª cuerda en el 4.º traste suena igual que la 2.ª cuerda tocada al aire (es importante recordar esta diferencia);
- la 2.ª cuerda en el 5.º traste suena igual que la 1.ª cuerda tocada al aire.

A esta forma de afinar se le llama «por unísonos» pero también se puede afinar "por armónicos" o combinar ambos métodos.

### Posibles referencias para afinar
La guitarra también puede ser afinada con respecto a:
- un diapasón o un silbato (herramientas acústicas que ofrecen un la para orientar al afinador);
- un afinador electrónico o programa informático;
- el sonido de la señal telefónica (también es un la);
- otros instrumentos.

### Mnemotecnia
A la hora de afinar la guitarra, existen mnemotécnicas que facilitan el recuerdo de qué nota es la que suena al aire en cada cuerda de la guitarra. Tres de ellas son las siguientes frases (comenzando por la cuerda más grave, la sexta):
- «Miranda, la reina, solía silbar» (para las cinco cuerdas más graves);
- «Mientras Laura regaba, Soledad simplemente miraba» (para las seis cuerdas).
- «Mira la restauración solar sin mí» (de igual manera para las seis cuerdas)

## Corte en la caja para notas agudas

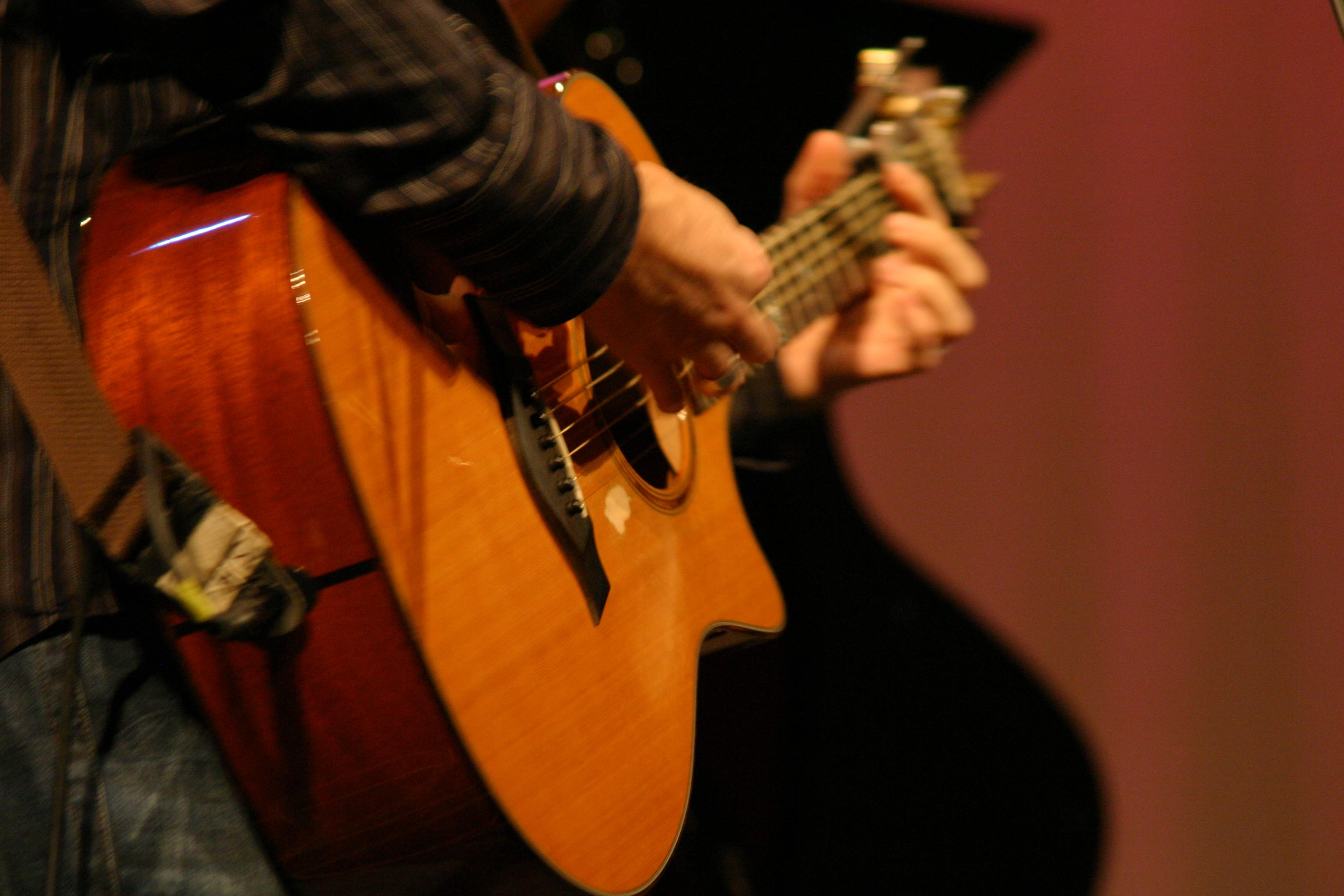
Guitarra con hueco para notas agudas

La forma de las guitarras no siempre es simétrica. Las guitarras eléctricas y algunas acústicas y clásicas suelen presentar una especie de curva para facilitar el acceso a los trastes más cercanos a la boca, para llegar hasta las notas más agudas. Este corte en la caja se suele llamar cutaway. Dependiendo de si el guitarrista es diestro o zurdo, la guitarra se construirá con el cutaway ubicado a uno u otro lado de la caja armónica.

## Ejecución

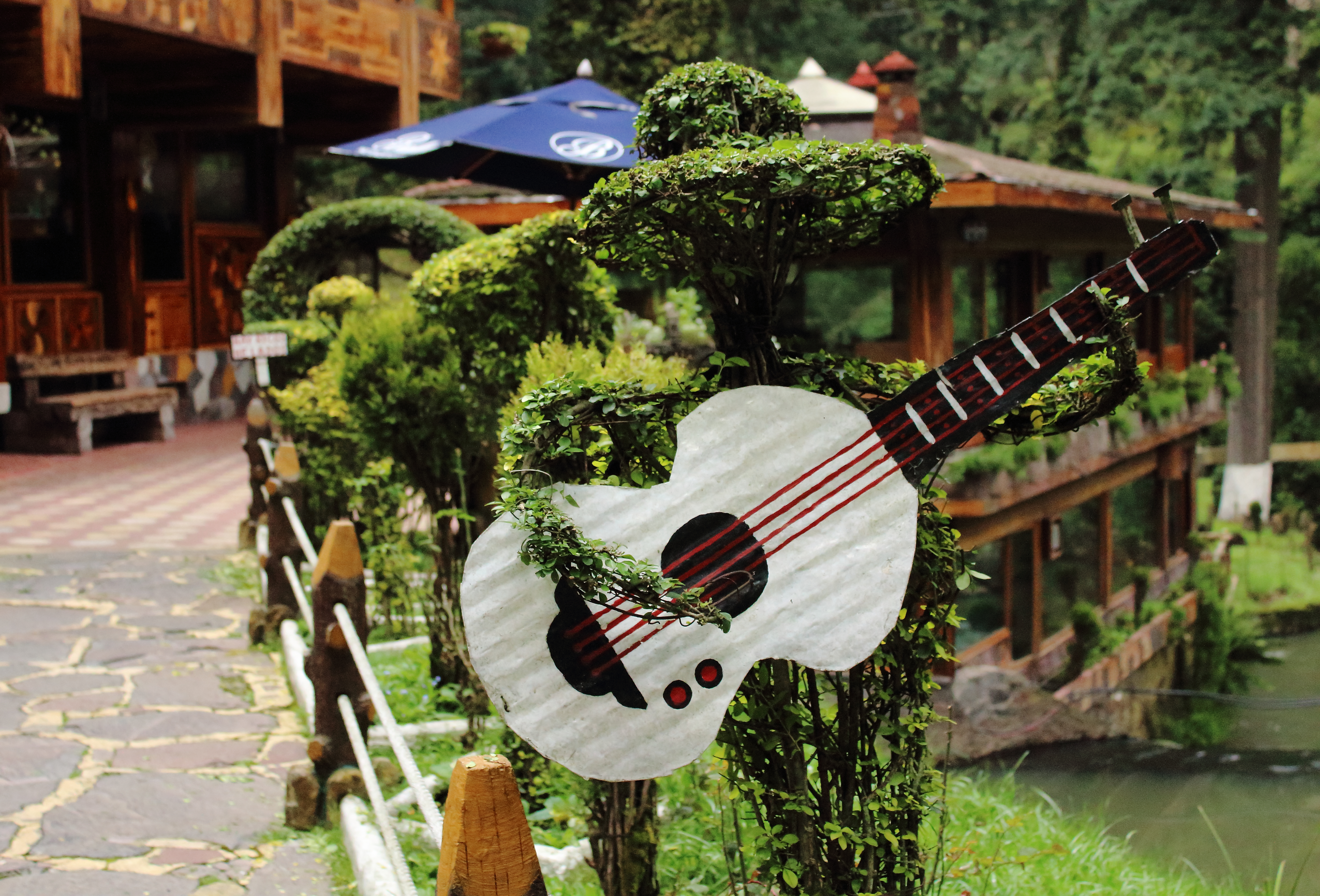
Arbusto decorado con una guitarra

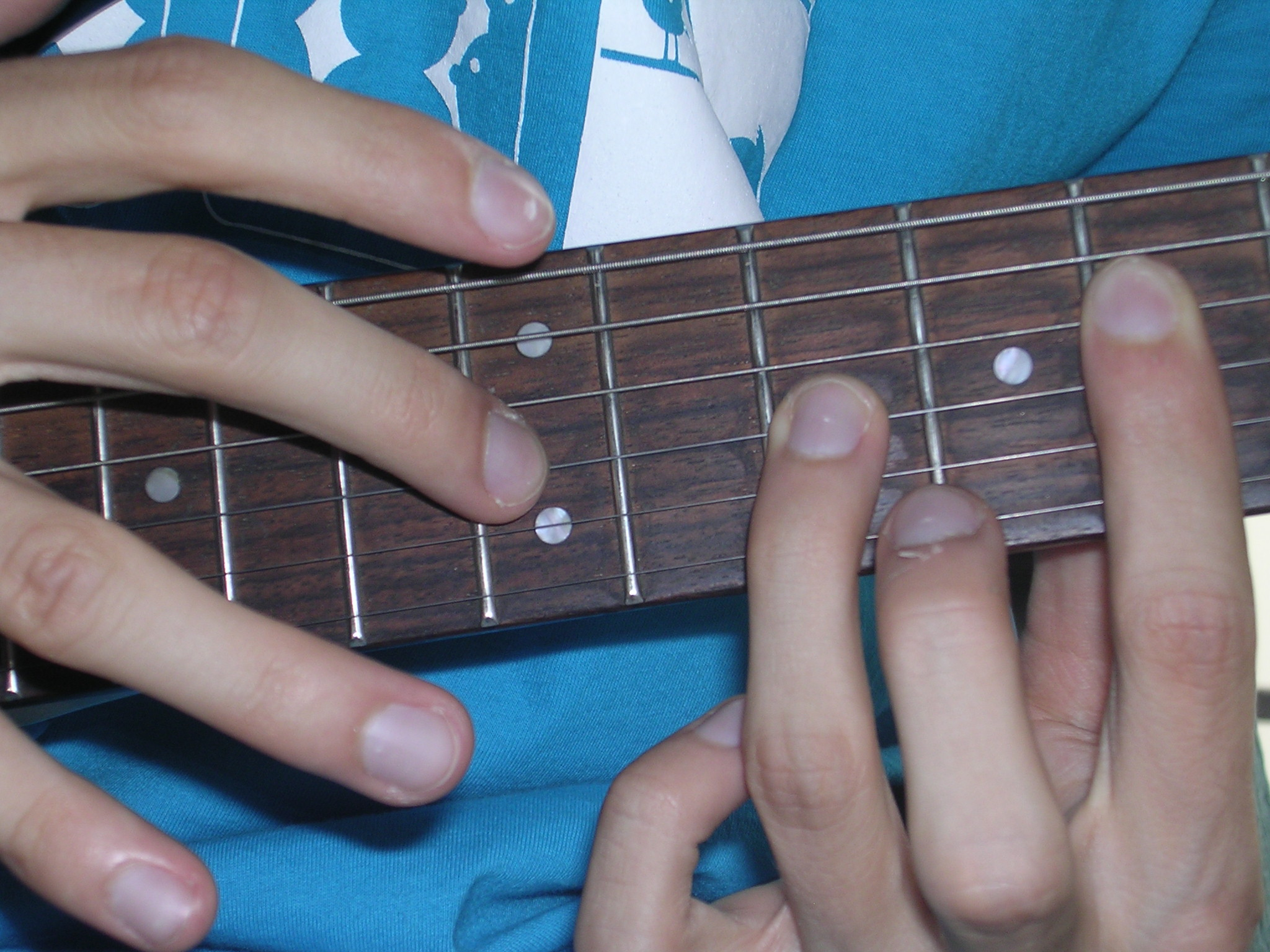
Técnica del fret tapping: ambas manos digitan notas en el diapasón. Van Halen popularizó esta técnica en los años setenta.

La guitarra se toca apoyando la caja armónica sobre el regazo, con el mástil o diapasón hacia la izquierda. Esto hace que las cuerdas más graves queden arriba y las más agudas abajo.
Para tocar la guitarra se apoyan los dedos de la mano izquierda (la derecha para los zurdos) sobre las cuerdas, oprimiéndolas contra el diapasón entre los trastes justo después del que delimitará el segmento de cuerda que vibra, de manera que quede libre la longitud correspondiente a la nota musical deseada.
Una vez que se ha fijado de esta manera la longitud de todas las cuerdas o de las cuerdas que se desea pulsar, la mano derecha las rasguea, puntea o arpegia, mediante los dedos o una púa, generando una melodía si toca un sonido por vez, un acorde si se ejecutan dos sonidos o más, o una armonía si se arpegia ese acorde.
En la guitarra eléctrica se suelen utilizar diversas técnicas. Entre ellas se encuentran: el tapping (popularizado por Eddie Van Halen), el sweep-picking (Yngwie Malmsteen, Jason Becker), el palm mute, etc.

## Guitarras y zurdos

Ejemplo de movimiento de la mano izquierda

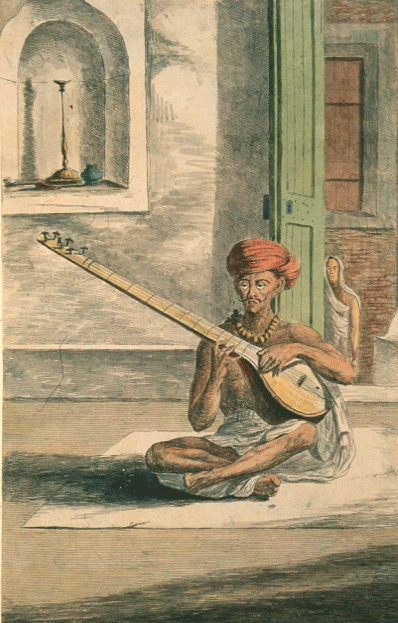
Ilustración del de un zurdo tocando un sitar

Así como en algunos instrumentos, véanse el piano o la flauta, varían poco en función de la lateralidad del intérprete, otros como la guitarra y las cuerdas de la orquesta, violínes, violas, violonchelos y contrabajos realizan con cada mano una tarea muy distinta. Sobre este tema hay posiciones encontradas sin que nunca se llegue a un acuerdo respecto a la ventaja o desventaja de cambiar la manera común de tocar con el mástil de la guitarra a la izquierda.

### Con guitarra para diestros
Algunos ejemplos de guitarristas zurdos que tocan como "diestros" con guitarras normales:
- Juanjo Domínguez (n. 1951), folclorista y tanguero argentino.
- Noel Gallagher (n. 1967), guitarrista principal de la banda británica de rock Oasis.
- Charly García (n. 1951), teclista y guitarrista argentino de rock.
- Mark Knopfler (n. 1949), guitarrista de la banda británica de rock Dire Straits.
- Gary Moore (1952-2011).
- Gustavo Cerati (1959-2014), guitarrista de la banda argentina de rock Soda Stereo.
- Janick Gers (n. 1957), guitarrista de la banda británica de heavy metal Iron Maiden.

### Con guitarra para zurdos
También son muchos los guitarristas zurdos que tocan con una guitarra "simétrica" o en ocasiones "girada", con el mástil del lado de la mano derecha y colocando las cuerdas de tal manera que los bordones queden sobre las agudas.
En el caso de que el guitarrista quiera usar una guitarra con cutaway (hueco en la caja que permite tocar mejor las notas más agudas), la construcción del instrumento suele ser especial para zurdos, con los controles, las salidas, el clavijero y los recortes y acomodos de la forma de la guitarra hechos como una imagen especular de una guitarra común. Estos guitarristas no suelen poder tocar con las guitarras comunes.
- Paul McCartney (n. 1942), bajista y compositor de The Beatles.
- Atahualpa Yupanqui (1908-1992), cantautor folclórico argentino.
- Jimi Hendrix (1942-1970).
- Kurt Cobain (1967-1994), líder, compositor, vocalista y guitarrista de la banda estadounidense de grunge Nirvana.
- Tony Iommi (n. 1948), guitarrista y fundador de la banda de heavy metal Black Sabbath.
- Zacky Vengeance (n. 1981), guitarrista rítmico de la banda de heavy metal Avenged Sevenfold.
- Cameron Liddell (n. 1989), guitarrista rítmico de la banda de metalcore Asking Alexandria.

### Con guitarra de diestros girada con las cuerdas sin invertir
Existe una tercera opción, aunque son pocos los guitarristas zurdos que —tocando con la guitarra al revés (con el mástil hacia la derecha)— mantienen las cuerdas tal como se ubican en el orden normal de la guitarra, aunque las cuerdas graves queden debajo de las agudas. Esto implica aprender nuevas posiciones de dedos para poner los mismos acordes y tocar invirtiendo el gesto del rasgueo y el punteo: en vez de hacerlo normalmente hacia abajo, lo hacen hacia arriba. Estos guitarristas pueden tocar con guitarras comunes.
He aquí una lista de guitarristas que tocan de dicha manera:
- Albert King (1924-1992)
- Dick Dale (1937-2019)
- Otis Rush (1935-2018)
- Santiago Feliú (1963-2014)